# Lúdas Matyi (Gedicht)
Matti, der Gänsejunge, oder Lúdas Matyi, ist ein ungarisches Poem, geschrieben von Mihály Fazekas (1766–1828) im Jahr 1804 und zuerst herausgegeben 1817. Es basiert auf Volkserzählungen unbekannter Herkunft. 

## Geschichte

### Prolog
Am Anfang ist Matyi ein nichtsnutziger Junge, der schließlich Gänse hütet. Er versucht dann davon 16 Gänse auf dem Markt zu verkaufen, aber der örtliche Landadlige Dániel Döbröghy ärgert sich, dass Matyi ihm den Preis vorschreibt. Der Herr konfisziert die Gänse und befiehlt, Matyi mit 25 Schlägen zu bestrafen. Als Matyi danach erklärt, er werde es dreifach zurückzahlen, bekommt er noch einmal 30. Matyi schweigt nun und geht davon. 

### Erstes Zurückzahlen
Nach einigen Jahren in anderen Gegenden kommt Matyi zurück in das Dorf und sieht, dass Döbröghy ein Schloss für sich baut. Matyi kleidet sich wie ein Zimmermann. Er stellt sich als ausländischer Meisterarchitekt vor und bringt Döbröghy dazu, im Wald neue Stämme schlagen zu lassen. Dazu geht er mit ihm und Holzfällern in den Wald, und zwar so weit, bis er mit Döbröghy allein ist. Dort zahlt er ihm die Schläge zurück und gibt sich als Ludas Matyi zu erkennen. 

### Zweites Zurückzahlen
Dániel Döbröghy sucht in der ganzen Gegend Ärzte, seine Wunden zu heilen. Matyi kommt als Militärarzt verkleidet und schickt Döbröghys Leute zum Kräutersammeln. So kann er ihm die zweite Portion zurückzahlen. Danach lässt er im Dorf die Gänse frei.

### Drittes Zurückzahlen
Im Winter beim Jahrmarkt kommt Matyi als Pferdehändler. Wieder durch eine List gelingt es Matyi, die anderen Leute wegzuschicken und mit Döbröghy allein zu sein. Er lässt alle glauben, Matyi wäre auf dem Weg heraus aus dem Dorf. So bekommt Döbröghy nun seine dritte Portion und Matyi zieht in eine andere Gegend, heiratet und führt ein normales Leben.

## Bedeutung
Die Geschichte ist ein ironischer Fingerzeig an die Landadligen, einfache Leute nicht grundlos zu bestrafen. Außerdem zeigt sie die Schläue der einfachen Leute. Lúdas Matyi war der erste Volksheld in der ungarischen Literatur, der über seinen Herrn siegt. Die Geschichte zeigt auch die Verhältnisse von Adel und Volk in der Agrargesellschaft Ende des 18. Jahrhunderts in Ungarn. Im 20. Jahrhundert hat dann das kommunistische Regime diese Geschichte (in Filmen und einer Satirezeitschrift) für seine Ideologie vereinnahmt.

## Trivia
- Zwischen 1945 und 1992 in der Ära Kádár hieß das offizielle ungarische Satiremagazin Ludas Matyi

## Adaptionen
- Lúdas Matyi. Ungarn 1949, Regie: Kálmán Nádasdy, László Ranódy, 101 min (erster abendfüllender ungarischer Farbfilm),
- Matyi, der Gänsejunge. Ungarn 1976, Regie: Attila Dargay, 1 h 10 min, FSK 6 (Zeichentrick, Originaltitel: Lúdas Matyi).
- Matyi, der Gänsehirt. Deutschland 1979, Comicadaption der Legende in einem Band des Mosaik (12/1979)